# Báránd, Hajdú-Bihar
Báránd  este un sat în districtul Püspökladány, județul Hajdú-Bihar, Ungaria, având o populație de 2.776 de locuitori (2011). 

## Demografie
Componența etnică a satului Báránd
     Maghiari (95,97%)
     Romi (3,11%)
     Necunoscut (0,16%)
     Alții (0,76%)
Componența confesională a satului Báránd
     Reformați (59,83%)
     Fără religie (10,16%)
     Romano-catolici (8,29%)
     Necunoscută (21,22%)
     Greco-catolici (0,5%)
     Alte religii (0,4%)
Conform recensământului din 2011, satul Báránd avea 2.776 de locuitori. Din punct de vedere etnic, majoritatea locuitorilor (95,97%) erau maghiari, cu o minoritate de romi (3,11%). Apartenența etnică nu este cunoscută în cazul a 0,16% din locuitori.  Din punct de vedere confesional, majoritatea locuitorilor (59,83%) erau reformați, existând și minorități de persoane fără religie (10,16%) și romano-catolici (8,29%). Pentru 21,22% din locuitori nu este cunoscută apartenența confesională.